# 5615 Iskander
5615 Iskander (1983 PZ) là một tiểu hành tinh vành đai chính được phát hiện ngày 4 tháng 8 năm 1983 bởi Karachkina, L. G. ở Nauchnyj.